# Línea del Oeste
La Línea del Oeste es un tramo ferroviario que une la estación de Agualva-Cacém, en la línea de Sintra, con la estación de Figueira da Foz, en Portugal.

## Características
Presenta una distancia total de 197,9 km. Actualmente se encuentra en funcionamiento, tanto para tráfico de pasajeros como de mercancías.

### Servicios

#### InterRegional
- Lisboa (Entrecampos) - Caldas da Rainha - Lisboa (Entrecampos)
- Lisboa (Entrecampos) - Coímbra
- Caldas da Rainha - Figueira da Foz
- Coímbra - Caldas da Rainha
- Figueira da Foz - Lisboa (Entrecampos)

#### Regional
- Mira Sintra Meleças - Caldas da Rainha - Mira Sintra Meleças
- Mira Sintra Meleças - Figueira da Foz - Mira Sintra Meleças
- Caldas da Rainha - Figueira da Foz - Caldas da Rainha

Algunos de estos convoyes son prolongados a Lisboa (Santa Apolónia) y los fines de semana el término de Mira Sintra Meleças pasa a Monte Abraão.

#### Urbano
- Mira Sintra Meleças - Roma Areeiro - Mira Sintra Meleças
- Mira Sintra Meleças - Oriente - Mira Sintra Meleças
- Mira Sintra Meleças - Alverca - Mira Sintra Meleças
- Coímbra - Figueira da Foz

## Historia

### Antecedentes
La primera conexión ferroviaria en servir a la región del Oeste fue el sistema Larmanjat, con dos líneas principales, uniendo Lisboa a Sintra y a Torres Vedras; este ferrocarril fue concluido en 1873.

### Planificación, construcción e inauguración
En enero de 1880, fue presentado, en el Parlamento, un contrato, que había sido elaborado en aquel mes, con la Compañía Real de los Caminhos de Ferro Portugueses, para la instalación de una línea entre la Estación de Lisboa-Santa Apolónia y Pombal, pasando por las localidades de Caldas da Rainha, São Martinho do Porto, y Marinha Grande; la explotación de esta línea se beneficiaba de una garantía de reembolso del 6%. Este plan fue, no obstante, anulado debido a la caída del gobierno, siendo una nueva propuesta sometida en el Parlamento el 31 de enero de 1882; este documento sugería la construcción de dos líneas, una de ellas de Alcântara a Torres Vedras, con un ramal a Sintra y otro a Merceana. La segunda línea continuaría la primera, a partir de Torres Vedras, hasta Figueira da Foz, pasando por Caldas da Rainha, São Martinho do Porto y Leiría, con un ramal a Alfarelos, donde se uniría a la línea del Norte. La primera parte fue contratada a la casa Henry Burnay & C.ª, y la segunda parte fue adjudicada a la Compañía Real, siendo el primer concurrente obligado a construir ambas líneas después de que la Compañía Real desistiese de este proyecto.
La Compañía Real, no obstante, consiguió que la casa Henry Burnay & C.ª renunciase a su contrato, el 9 de mayo de 1883, siendo requerido oficialmente el traspaso el 15 de mayo de 1885, y autorizado por un despacho ministerial del 28 de julio. Las obras prosiguieron mientras que tenía lugar este proceso, siendo inaugurado el primer tramo, entre Alcântara-Terra y Sintra el 2 de abril de 1887; a línea de Cacém a Torres Vedras entró al servicio* en 21 de* mayo, siendo continuada hasta Leiría  el 1 de agosto, y a la Figueira da Foz  el 17 de julio del año siguiente. La vinculación entre Amieira y Alfarelos fue abierta a la explotación el 8 de junio de 1889, habiendo entrado en servicio la Concordancia de Alfarelos el 25 de mayo de 1891. Se consideraba que la estación inicial de esta línea era Alcântara-Terra. En 1895, fue establecida la segunda vía entre las estaciones de Campolide y Cacém.

### sigloXXI
A comienzos del siglo XXI, el tramo entre Malveira y Torres Vedras fue renovado, siendo este proyecto adjudicado a la empresa SOMAFEL.

#### Articulación con la Línea de Alta Velocidad Lisboa-Porto
En 2009, fue aprobado el proyecto para una nueva estación en Leiría, que servirá tanto a la línea del Oeste, a la cual será unida por una variante, como a la línea de Alta Velocidad entre Lisboa y Porto; el antiguo trazado será aprovechado, durante algunos años, para composiciones de mercancías, previéndose que será completamente desactivado cuando se concluya la construcción de una nueva terminal de mercancías por parte de la Red Ferroviaria Nacional.

#### Modernización
En 2009, fue lanzado un proyecto de modernización de la línea del Oeste, integrado en el Plan de Acción para el Oeste y Lezíria del Tajo; este plan preveía la renovación y electrificación de la vía, la implementación de señalización electrónica y de telecomunicaciones y control de velocidad por radio-tren, y la supresión y reclasificación de pasos a nivel. Este plan contemplaba, igualmente, la construcción de una conexión ferroviaria uniendo Caldas da Rainha (Línea del Oeste), Río maior, y Santarém (Línea del Norte, concluyendo en Setil), con un presupuesto de 37 M€.
En ese año, esta línea concentraba el 13% del tráfico de mercancías y el 10% de las recetas totales de la operadora Comboios de Portugal. Estaciones como las de Ramalhal, Outeiro, Pataias y Martingança se convirtieron en entrepuestos, de donde parten y llegan composiciones que transportaban mercancías tan diversas como cereales, alimentos, harinas, productos de cerámica, cementos, pasta de papel y maderas.
No obstante, a pesar de su importancia, esta vinculación nunca fue modernizada, lo que generó varios congestiones del tráfico de pasajeros y mercancías, como congestionamientos y problemas de estacionamiento, y dificultades de gestión y maniobras del material circulante. Por otro lado, se verificó, igualmente, una degradación en los servicios de pasajeros, con reducción en la oferta de convoyes, motivada por la falta de búsqueda.
En septiembre de ese año, la Coligação Democrática Unitária y el Bloque de Izquierda organizaron acciones de protesta independientes por la modernización de esta conexión ferroviaria y de las estaciones, y por la implementación de horarios más coherentes con las necesidades de los pasajeros.
Así, en enero de 2010, fue presentada una petición por parte de varios empresarios, dirigentes y miembros de partidos, que procuró alertar de esta situación, exigir una mejoría en la oferta y calidad de los servicios de pasajeros, y recomendar una serie de inversiones, como duplicación y electrificación de la vía, y correcciones en el trazado. La petición fue entregada a la Asamblea de la República en octubre del mismo año.
En mayo, se realizó, en esta Línea, un viaje cultural, promovido por la Escuela Secundaria Henriques Nogueira, de Torres Vedras, en el ámbito de las conmemoraciones de las líneas de Torres; en esta iniciativa, tenía lugar la conferencia "Comboi y Ambiente", que pretendió llamar la atención sobre el hecho de que la Línea del Oeste hubiese desempeñado un papel de dinamización y de unión entre las poblaciones de esta región, y promover las potencialidades que podrían surgir de su modernización. Al mes siguiente, tuvo lugar, entre las estaciones de Vila Meã y Caldas da Rainha, una visita de estudio por transporte ferroviario, organizado por el Externato de Vila Meã.
En julio, el gobierno portugués suspendió el proyecto de modernización de la línea del Oeste, debido a las restricciones presupuestarias impuestas por el Plan de Estabilidad y Crecimiento; el plan de inversiones preveía una remesa de 127,7 millones de euros para utilizar hasta 2016, de los cuales 8,5 millones serían invertidos en 2010, 40 millones al año siguiente, y 48,5 millones en 2012. También fue suspendida, en la misma fecha, la construcción de la conexión ferroviaria entre Caldas da Rainha y Santarém, debido a un estudio de la Red Ferroviaria Nacional que avalaba que este tramo no tenía viabilidad económica.
En septiembre, la Junta de ayuntamientos de Nossa Senhora do Pópulo organizó un viaje hasta Figueira da Foz para la población sénior del ayuntamiento; este medio de transporte fue escogido de forma que alertase al Estado sobre la necesidad de modernización de la línea del Oeste.

#### Interrupciones en la circulación
El 9 de marzo de 2008, a media tarde, en el paso a nivel de Monte Real, próximo a Leiría, una ambulancia se saltó las vallas de protección, siendo arrollada por un automotor de la CP Serie 0450, que era un servicio Interregional entre Caldas da Rainha y Coímbra. El comboi apenas sufrió ligeras abolladuras y, dos faros partidos y, ningún pasajero, ni ningún tripulante fue herido físicamente. Los pasajeros del comboi siguieron su viaje en autobús. La ambulancia quedó completamente destrozada. Aunque, según el parte, no transportase ningún servicio de urgencia, los tres ocupantes de la ambulancia, conductora y dos pasajeros, murieron inmediatamente. La circulación ferroviaria estuvo interrumpida durante dos días en la zona, para limpieza de la vía y, efectos de investigación. Este incidente vino a resaltar, la importancia de la supresión de pasos a nivel y, su sustitución por pasos a distinto nivel.
En 2010, la circulación en esta línea fue interrumpida, debido a la presencia de un incendio en Mafra, y, de nuevo en agosto, por causa de un incendio junto a Belas.
En octubre, el tráfico fue de nuevo suspendido, después de una colisión entre un vehículo automóvil y un automotor de la CP Serie 0350, en la Carrasqueira, junto a Malveira; este accidente provocó 2 muertos.